# Vila Verde (Figueira da Foz)
Vila Verde is een plaats (freguesia) in de Portugese gemeente Figueira da Foz en telt 3193 inwoners (2001).